# Безеко-Рівер 27
Безеко-Рівер 27 (англ. Baezaeko River 27) — індіанська резервація в Канаді, у провінції Британська Колумбія, у межах регіонального округу Карібу.

## Населення
За даними перепису 2016 року, індіанська резервація не ма постійного населення.

## Клімат
Середня річна температура становить 2,8°C, середня максимальна – 18,9°C, а середня мінімальна – -17,2°C. Середня річна кількість опадів – 424 мм.
| Клімат поселення                              | Клімат поселення | Клімат поселення | Клімат поселення | Клімат поселення | Клімат поселення | Клімат поселення | Клімат поселення | Клімат поселення | Клімат поселення | Клімат поселення | Клімат поселення | Клімат поселення | Клімат поселення |
| Показник                                      | Січ.             | Лют.             | Бер.             | Квіт.            | Трав.            | Черв.            | Лип.             | Серп.            | Вер.             | Жовт.            | Лист.            | Груд.            |                  |
| Середній максимум, °C                         | −2,6             | 1,14             | 5,26             | 10,44            | 15,31            | 18,94            | 18,23            | 18,00            | 13,78            | 8,38             | 1,14             | −4,01            |                  |
| Середня температура, °C                       | −9,86            | −6,13            | −2,01            | 3,16             | 8,04             | 11,64            | 13,76            | 13,53            | 9,32             | 3,92             | −3,33            | −8,47            |                  |
| Середній мінімум, °C                          | −17,15           | −13,4            | −9,28            | −4,11            | 0,77             | 4,38             | 9,29             | 9,05             | 4,84             | −0,56            | −7,82            | −12,96           |                  |
| Норма опадів, мм                              | 32               | 17               | 17               | 20               | 36               | 58               | 57               | 44               | 37               | 37               | 36               | 33               |                  |
| Середньомісячна швидкість вітру, м/с          | 1.68             | 1.80             | 2.10             | 2.30             | 2.20             | 2.13             | 2.09             | 1.80             | 1.80             | 2.00             | 2.00             | 1.70             |                  |
| Середньомісячна сонячна радіація, кДж/м²·день | 2729             | 5363             | 10112            | 15035            | 18454            | 20123            | 20253            | 17134            | 11698            | 6273             | 3056             | 2004             |                  |
| --------------------------------------------- | ---------------- | ---------------- | ---------------- | ---------------- | ---------------- | ---------------- | ---------------- | ---------------- | ---------------- | ---------------- | ---------------- | ---------------- | ---------------- |
| Джерело:                                      |                  |                  |                  |                  |                  |                  |                  |                  |                  |                  |                  |                  |                  |